# 利比亞國民軍
利比亚国民军（英語：Libyan National Army）是2014年利比亞內戰期間由哈利法·贝加斯姆·哈夫塔尔統領的軍隊。 利比亚国民军是2011年利比亚内战之后由全国过渡委员会組建的。2011年11月，哈利法·贝加斯姆·哈夫塔尔出任利比亚国民军司令。2014年，利比亚国民军发起了针对大国民议会以及伊斯兰激进组织的军事运动。2015年3月2日，国民代表大会批准哈利法·贝加斯姆·哈夫塔尔續任利比亚国民军司令。